# Apple IIe
Apple IIe (được cách điệu là Apple //e) là mẫu thứ ba trong loạt máy tính cá nhân Apple II được sản xuất bởi Apple Computer. Các e trong tên là viết tắt của tăng cường (enhanced), đề cập đến thực tế là một số tính năng phổ biến đã được xây dựng trong đó đã có sẵn chỉ là nâng cấp hoặc tiện ích trong các mô hình trước đó. Nó cũng được cải thiện khi mở rộng và bổ sung thêm một vài tính năng mới, tất cả được kết hợp, làm cho nó rất hấp dẫn đối với những người mua sắm máy tính lần đầu tiên như một máy tính có mục đích chung. Apple IIe có sự khác biệt là máy tính tồn tại lâu nhất trong lịch sử của Apple, đã được sản xuất và bán trong gần 11 năm với những thay đổi tương đối ít.

## Lịch sử

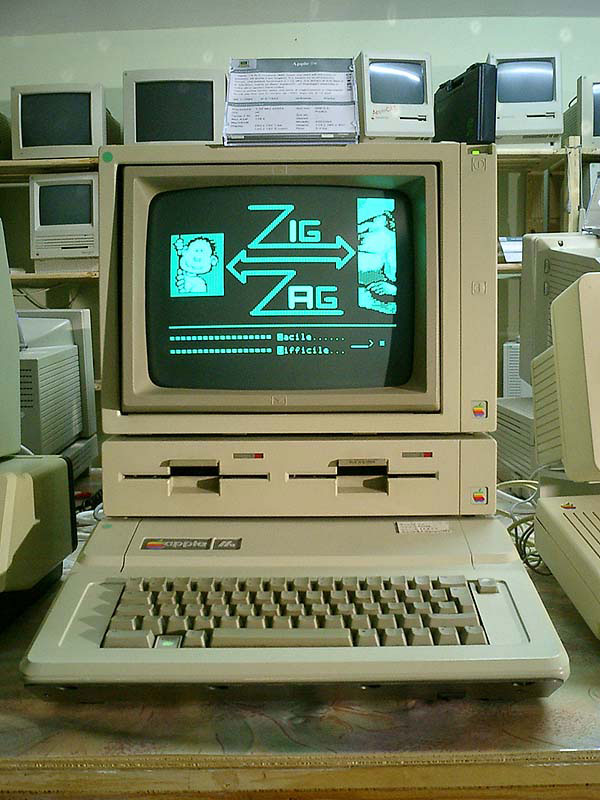
Apple IIe với DuoDisk và Monitor II

Apple Computer lên kế hoạch ngừng chuỗi Apple II sau khi giới thiệu Apple III vào năm 1980; công ty dự định thiết lập rõ ràng phân khúc thị trường bằng cách thiết kế Apple III để thu hút thị trường kinh doanh, để lại Apple II cho người dùng gia đình và giáo dục. Quản lý tin rằng "một khi Apple III đã ra, Apple II sẽ ngừng bán trong sáu tháng", đồng sáng lập Steve Wozniak sau đó cho biết.
 
Vào thời điểm IBM phát hành máy tính IBM đối thủ vào năm 1981, công nghệ của Apple II đã hoạt động được 4 năm. Sau khi Apple III ban đầu vật lộn, ban quản lý quyết định vào năm 1981 rằng việc tiến xa hơn của Apple II là lợi ích tốt nhất của công ty. Sau 3 1⁄2 năm Apple II Plus được bày bán, về cơ bản bế tắc, đến sự ra đời của một mô hình Apple II mới - Apple IIe (tên mã là "Diana" và "Super II"). Apple IIe được phát hành vào tháng 1 năm 1983, người kế nhiệm Apple II Plus. Apple IIe là chiếc máy tính đầu tiên của Apple với một chip ASIC tùy chỉnh, làm giảm phần lớn mạch điện dựa trên IC rời rạc với một chip đơn, giảm chi phí và kích thước của bo mạch chủ. Một số tính năng phần cứng của Apple III (ví dụ: bộ nhớ chuyển ngân hàng) được mượn trong thiết kế của Apple IIe và một số tính năng kết hợp với thẻ ngôn ngữ Apple II Plus. Đỉnh cao của những thay đổi này đã dẫn đến tăng doanh số bán hàng và thị phần lớn hơn về nhà, giáo dục và sử dụng kinh doanh nhỏ. 

## Chức năng mới

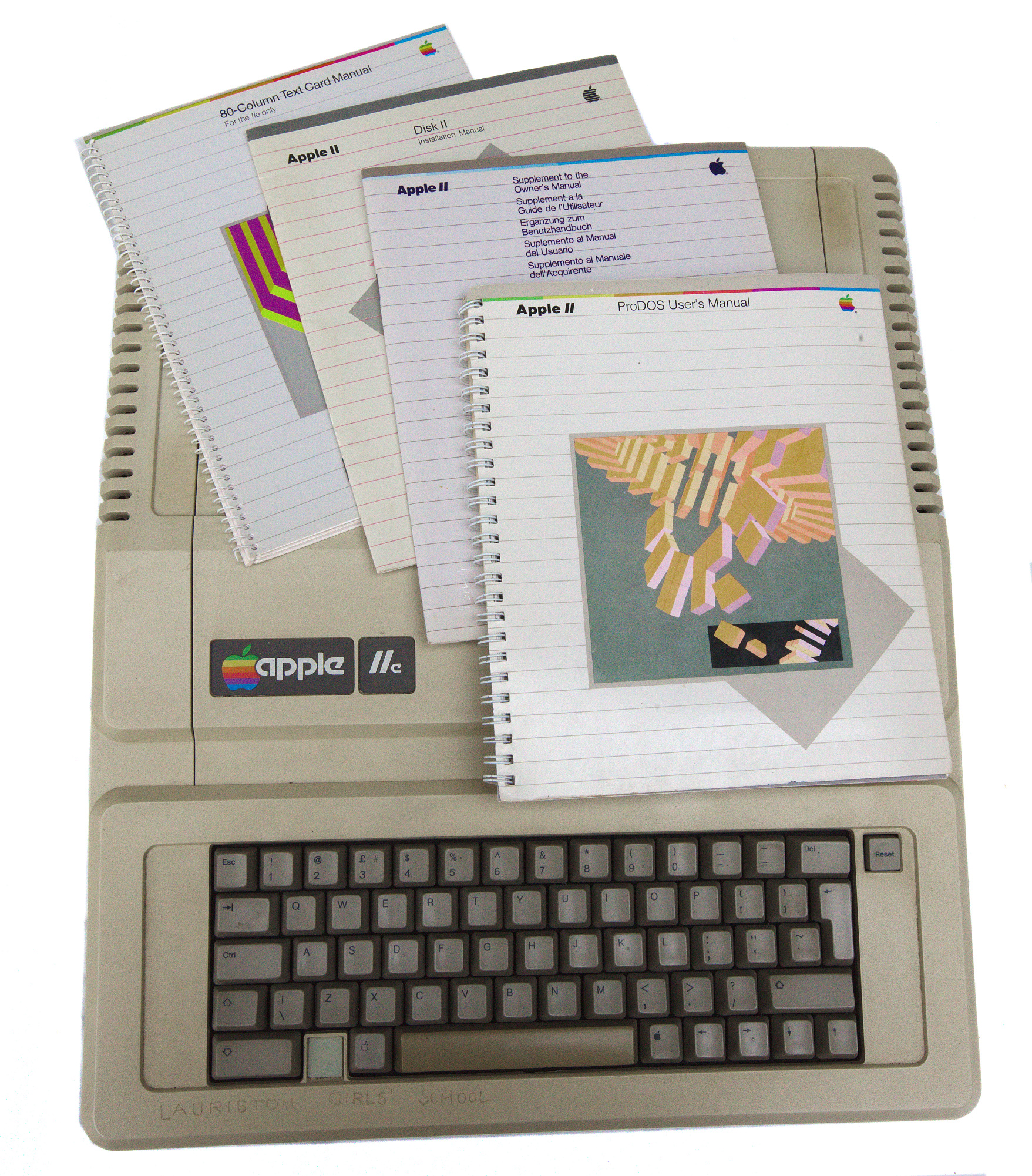
Khung máy tính Apple IIe với tuyển tập tài liệu gốc.

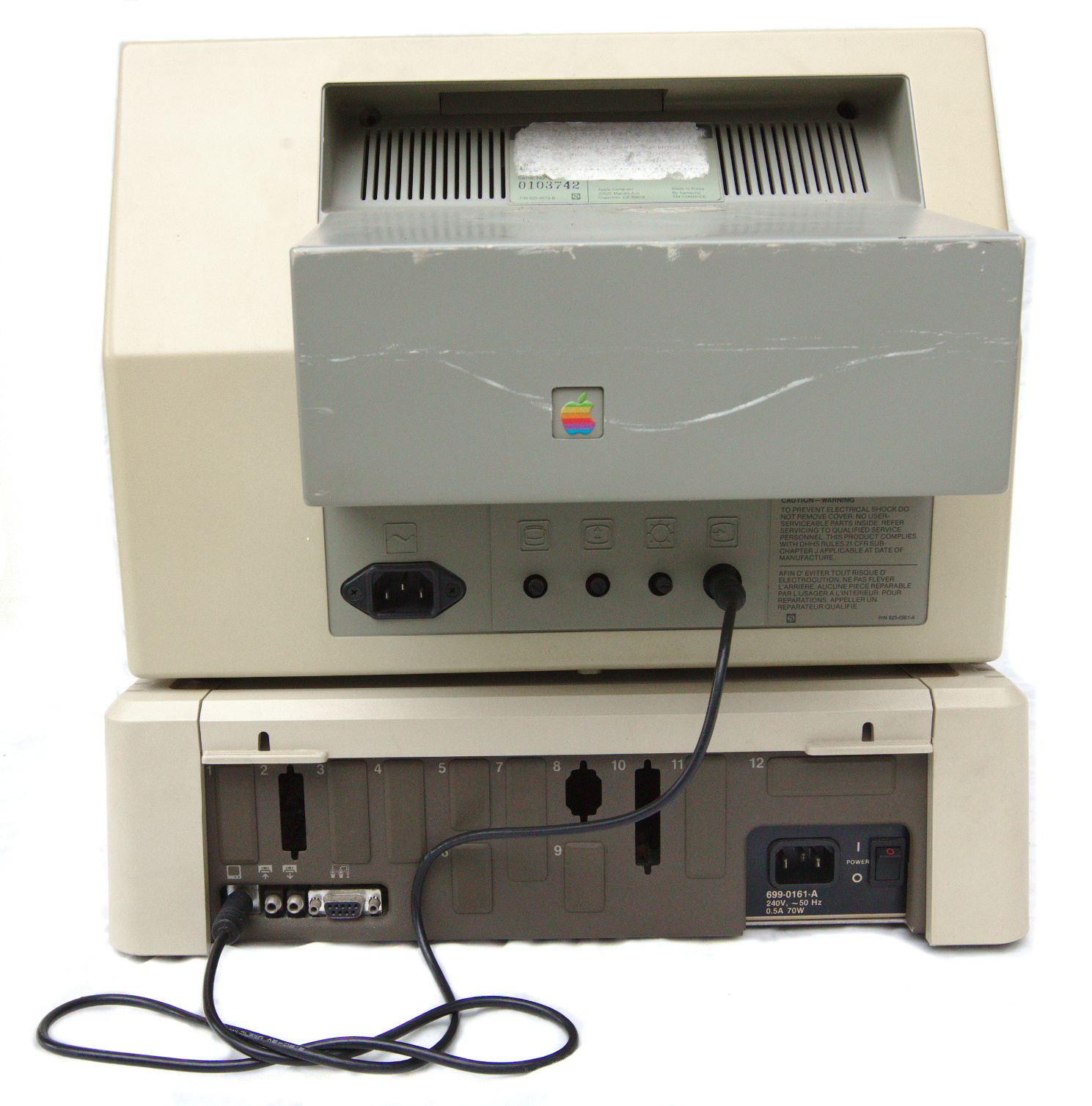
Mặt sau của máy tính và màn hình Apple IIe.

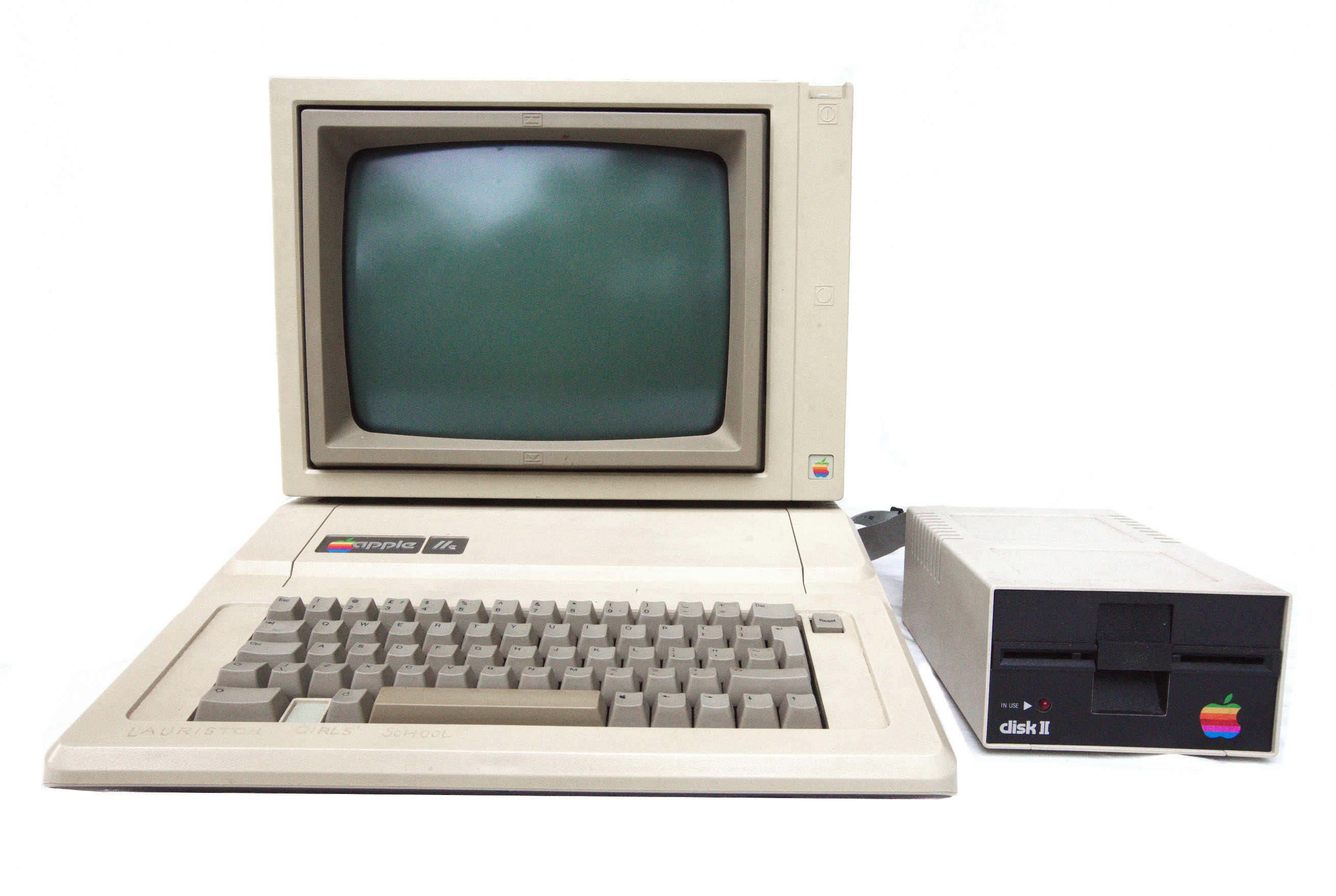
Mặt trước của hệ thống Apple IIe, bao gồm khung máy tính, màn hình và ổ đĩa mềm 5 external bên ngoài.

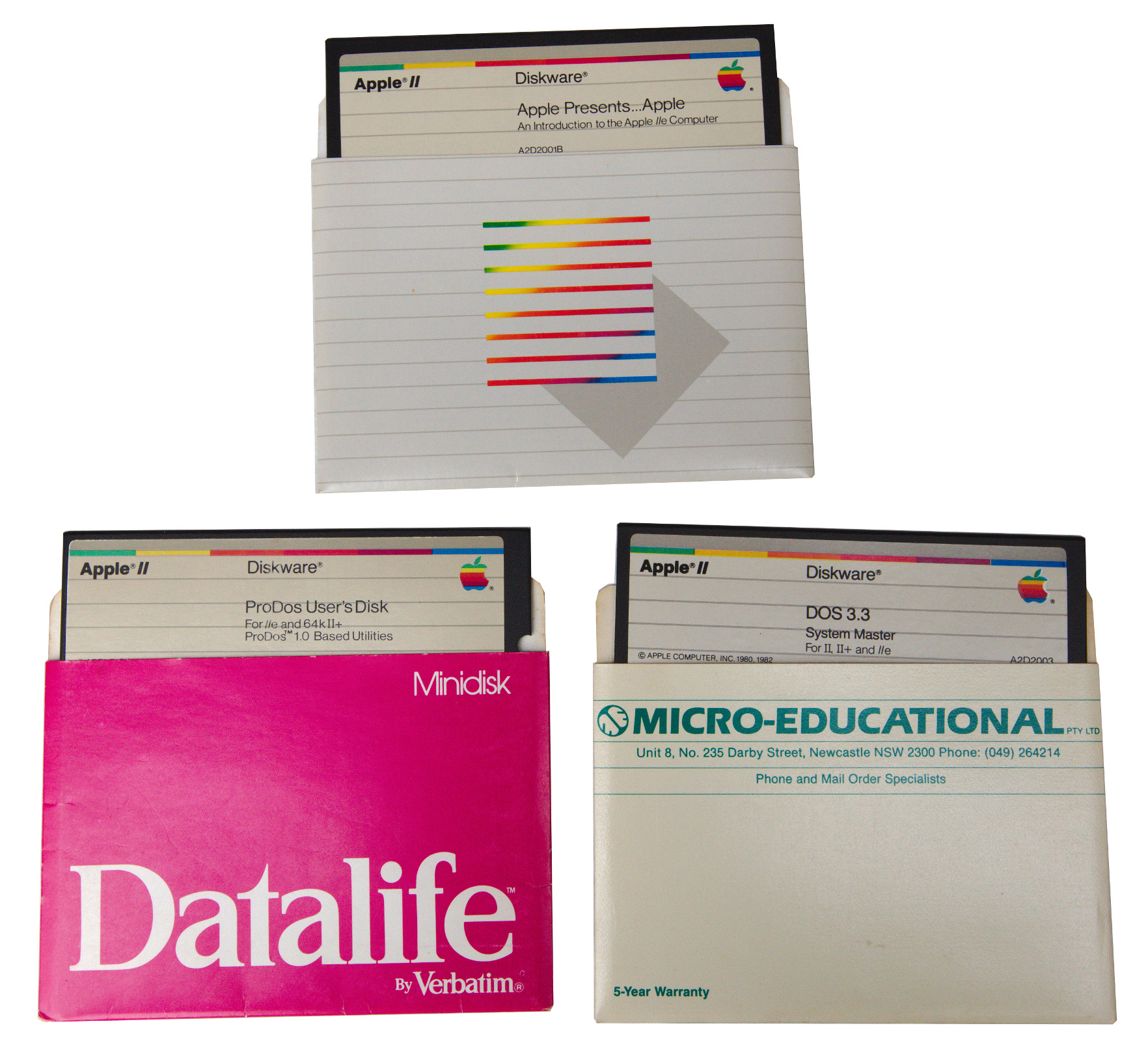
Một lựa chọn phần mềm Apple IIe.

Một trong những cải tiến đáng chú ý nhất của Apple IIe là bổ sung bộ ký tự và bàn phím ASCII đầy đủ. Sự bổ sung quan trọng nhất là khả năng nhập và hiển thị chữ thường. Các cải tiến bàn phím khác bao gồm điều khiển con trỏ bốn chiều và phím chỉnh sửa tiêu chuẩn (Xóa và Tab), hai phím bổ trợ Apple đặc biệt (Open and Solid Apple), và di chuyển an toàn off-to-side của phím "Reset". Chức năng tự động lặp lại (bất kỳ phím nào được giữ để lặp lại cùng một ký tự liên tục) giờ đây tự động, không còn yêu cầu phím "REPT" được tìm thấy trên bàn phím của mô hình trước đó nữa. 
Máy đạt tiêu chuẩn với RAM 64 KB, tương đương với thẻ ngôn ngữ Apple tích hợp trong mạch của nó và có một "khe phụ trợ" đặc biệt mới (thay thế khe 0, mặc dù được ánh xạ điện tử sang khe 3 để tương thích với thứ ba trước đó) thẻ 80 cột bên) để tăng thêm bộ nhớ thông qua thẻ RAM chuyển đổi ngân hàng. Thông qua khe này, nó cũng bao gồm hỗ trợ tích hợp cho hiển thị văn bản 80 cột trên màn hình (có thêm thẻ nhớ 1K plug-in, qua chuyển đổi ngân hàng 40 cột) và có thể dễ dàng tăng gấp đôi lên 128 KB RAM cách khác là cắm thẻ văn bản 80 cột mở rộng của Apple. Theo thời gian, thậm chí nhiều bộ nhớ hơn có thể được thêm thông qua thẻ của bên thứ ba sử dụng cùng một khe chuyển đổi ngân hàng hoặc, các thẻ vị trí chung nhằm giải quyết bộ nhớ 1 byte tại một thời điểm (nghĩa là thẻ Slinky RAM). Một thói quen chẩn đoán ROM mới có thể được gọi để kiểm tra bo mạch chủ cho các lỗi và cũng kiểm tra ngân hàng chính của bộ nhớ. 
Apple IIe đã giảm chi phí sản xuất và cải thiện độ tin cậy bằng cách hợp nhất chức năng của một số IC có sẵn thành các chip tùy chỉnh, giảm tổng số chip xuống còn 31 (các mẫu trước đây sử dụng 120 chip). IIe cũng chuyển sang sử dụng chip DRAM 4164 single-voltage mới hơn thay cho DRAM 4116 không đáng tin cậy trong II / II +. Vì lý do này, thiết kế bo mạch chủ sạch hơn và chạy tốt hơn, với đủ chỗ để thêm đầu nối pin cho bàn phím số ngoài (tùy chọn). Ngoài ra còn có thêm đầu nối joystick DE-9 có thể truy cập ngược, giúp người dùng dễ dàng thêm và tháo thiết bị trò chơi và đầu vào (các mô hình trước đây yêu cầu cắm cần điều khiển / mái chèo trực tiếp vào ổ cắm DIP 16 chân trên bo mạch chủ; IIe) giữ lại trình kết nối này để tương thích ngược). Ngoài ra cải thiện được mở cổng cho thẻ mở rộng. Thay vì khe hở khe chữ V như trong Apple II và II Plus, IIe có nhiều lỗ kích cỡ khác nhau, với lỗ đinh ốc, để chứa thẻ giao diện gắn kết với đầu nối DB-xx và DE-xx (có thể tháo rời nắp nhựa đầy các cutouts nếu không được sử dụng).
Mặc dù số lượng IC thấp hơn đã cải thiện độ tin cậy so với các mẫu Apple II trước đó, Apple vẫn giữ lại việc thực hành socket tất cả các IC để việc bảo dưỡng và thay thế có thể được thực hiện dễ dàng hơn. Các mô hình IIe sau sản xuất có RAM được hàn vào bo mạch hệ thống chứ không phải socketed.
Mặc dù những thay đổi IIe duy trì mức độ tương thích ngược cao với các mô hình trước đó, cho phép hầu hết phần cứng và phần mềm từ các hệ thống đó được sử dụng. Apple cung cấp thông tin kỹ thuật về IIe cho hàng trăm nhà phát triển trước khi phát hành, và tuyên bố rằng, kết quả là, 85 đến 90% phần mềm Apple II đã làm việc với nó.

## Tiếp nhận
BYTE đã viết vào tháng 2 năm 1983 rằng IIe là "giống như có một Apple II với tất cả các tính năng bổ sung được xây dựng trong... với một loạt các tính năng mới và khả năng thú vị" cho về cùng một mức giá như Apple II. Nó tìm thấy máy tính tương thích cao với Apple II và ca ngợi chất lượng của tài liệu dành cho nhà phát triển và người mới bắt đầu. Việc xem xét kết luận, "Xin chúc mừng, Apple Computer, bạn đã tạo ra một người chiến thắng khác". Những người đánh giá của InfoWorld, chủ sở hữu Apple II Plus trong bốn năm, ước rằng giá của IIe thấp hơn nhưng nói rằng "nó mang lại nhiều tiền hơn cho bạn, tuy nhiên". Họ cũng tìm thấy khả năng tương thích là rất cao, và kết luận rằng "chúng tôi thường hài lòng với những thay đổi mà Apple đã cung cấp với IIe".

## Thông số kỹ thuật
- Microprocessor

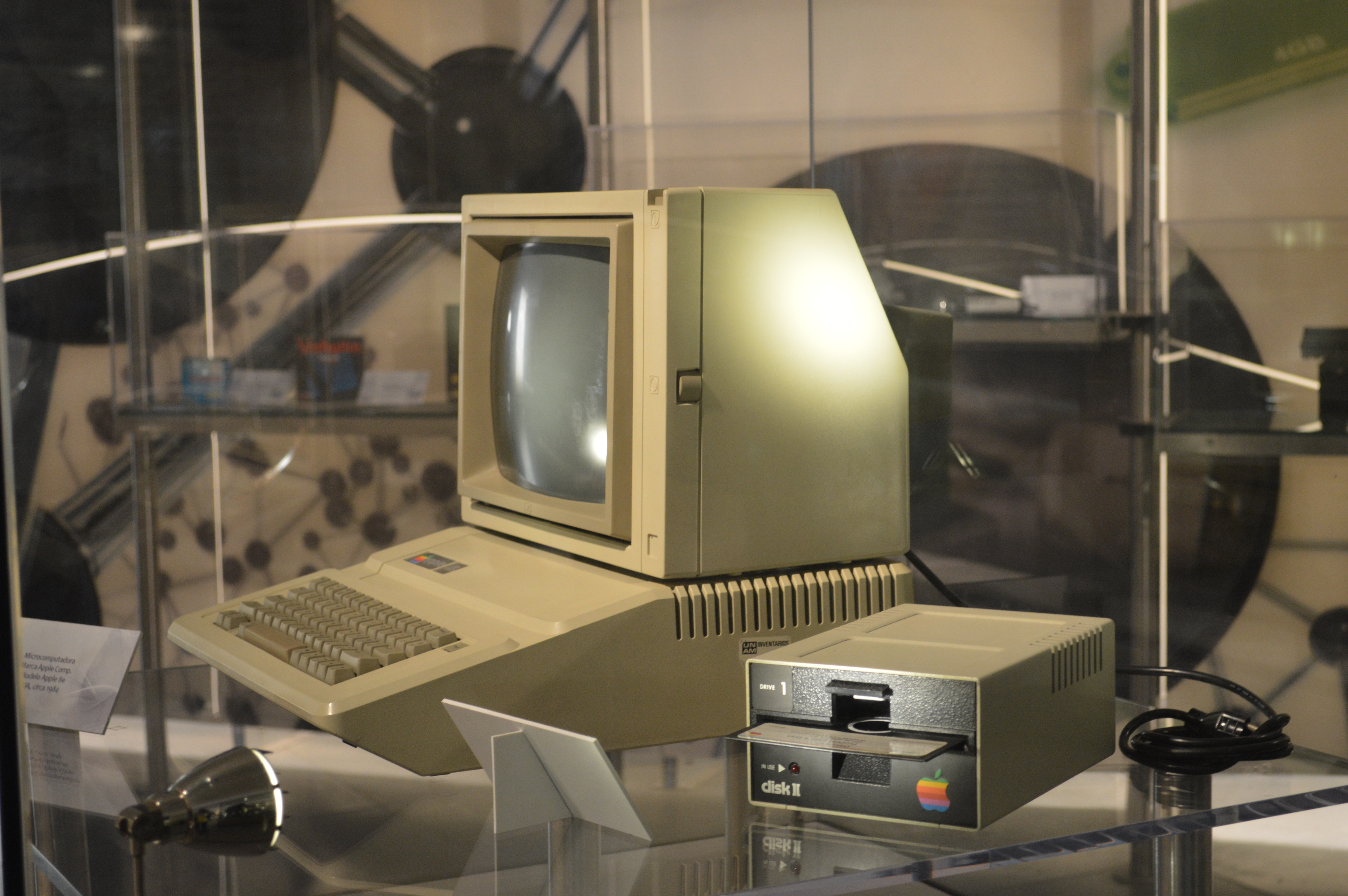
Apple IIe với ổ đĩa mềm Disk II bên ngoài tại bảo tàng Universum ở Mexico City

  - 6502 or 65C02 running at 1.023 MHz
  - 8-bit data bus
- Memory
  - 64 KB RAM built-in
  - 16 KB ROM built-in
  - Expandable from 64 KB up to 1 MB RAM or more
- Video modes
  - 40 and 80 columns text, white-on-black, with 24 lines[Note 1]
  - Low-Resolution: 40×48 (16 colors)[Note 2]
  - High-Resolution: 280×192 (6 colors)[Note 3]
  - Double-Low-Resolution: 80×48 (16 colors)
  - Double-High-Resolution: 560×192 (16 colors)
- Audio
  - Built-in speaker; 1-bit toggling
  - Built-in cassette recorder interface; 1-bit toggle output, 1-bit zero-crossing input
- Expansion
  - Seven Apple II Bus slots (50-pin card-edge)
  - Auxiliary slot (60-pin card-edge)
- Internal connectors
  - Game I/O socket (16-pin DIP)
  - RF modulation output (4-pin Molex)
  - Numeric keypad (11-pin Molex)
- External connectors
  - NTSC composite video output (RCA connector)
  - Cassette in/out (two 1⁄8-inch mono phono jacks)